# Indioscaptor siangensis
Indioscaptor siangensis is een rechtvleugelig insect uit de familie veenmollen (Gryllotalpidae). De wetenschappelijke naam van deze soort is voor het eerst geldig gepubliceerd in 1972 door Tandon & Shishodia.